# Vincent Guyenne
Vincent Trọng Trí Guyenne (sinh ngày 16 tháng 3 năm 1992) là một cầu thủ bóng đá người Pháp – Việt Nam thi đấu ở vị trí tiền vệ hoặc tiền vệ cánh cho câu lạc bộ bóng đá Thành phố Hồ Chí Minh.
Ngoài Pháp, anh còn thi đấu ở Áo, Úc, Việt Nam và Đức.

## Sự nghiệp
Trước mùa giải 2022, Guyenne ký hợp đồng với câu lạc bộ Phù Đổng của V.League 2. Trước mùa giải 2023, anh ký hợp đồng với câu lạc bộ bóng đá Thành phố Hồ Chí Minh ở giải vô địch Quốc gia Việt Nam.. Vào ngày 3 tháng 2 năm 2023, anh ra mắt cho câu lạc bộ Thành phố Hồ Chí Minh trong trận thua 0–1 trước Thép Xanh Nam Định.